# Liste de parlementaires néo-zélandais aux deux guerres mondiales
La Nouvelle-Zélande, alors dominion membre de l'Empire britannique, participe activement aux deux guerres mondiales du XXe siècle. Près de 100 000 Néo-Zélandais prennent part à la New Zealand Expeditionary Force lors de la Première Guerre mondiale, dont quelque 2 200 Maoris ; environ 18 000 sont tués et 41 000 blessés ou malades. Cette participation à la « Grande Guerre » a d'importantes répercussions sur l'histoire de la Nouvelle-Zélande. Lors de la Seconde Guerre mondiale, ayant été reconnue comme État souverain, la Nouvelle-Zélande déclare séparément et formellement la guerre à l'Allemagne nazie le 3 septembre 1939. Quelque 140 000 Néo-Zélandais participent aux forces armées, parmi lesquels 11 928 sont tués.
Cinq membres de la Chambre des représentants de Nouvelle-Zélande et un membre du Conseil législatif s'engagent dans les forces armées durant la Première Guerre mondiale ; l'un est tué, deux sont blessés et un quatrième est handicapé à vie par une maladie contractée durant le service. La Seconde Guerre mondiale voit treize membres de la Chambre des représentants et un membre du Conseil législatif participer aux forces armées ; cinq sont tués.

## Liste
Les parlementaires engagés dans les forces armées durant ces deux guerres sont :
Première Guerre mondiale
| Nom                    | Nom | Parlementaire (dates)                                                  | Parti | Parti                      | Régiment                                                 | Date de naissance | Décès ou blessure                                                   | Remarques                                                                                  |
| ---------------------- | --- | ---------------------------------------------------------------------- | ----- | -------------------------- | -------------------------------------------------------- | ----------------- | ------------------------------------------------------------------- | ------------------------------------------------------------------------------------------ |
| William H.D. Bell      |     | Député de Wellington - banlieues et zones rurales depuis décembre 1911 |       | Parti pour la réforme (en) | Capitaine, King Edward's Horse (en)                      | 1er mars 1884     | Tué au combat en Belgique le 31 juillet 1917, à l'âge de 33 ans.    | Fils du futur Premier ministre Sir Francis Bell.                                           |
| William E. Collins     |     | Membre du Conseil législatif depuis 1907                               |       | sans étiquette             | Colonel, New Zealand Medical Corps                       | 14 octobre 1853   | -                                                                   | Médecin de profession. Membre de l'équipe d'Angleterre de rugby à XV dans les années 1870. |
| Gordon Coates          |     | Député de Kaipara depuis décembre 1911                                 |       | Parti pour la réforme      | Capitaine, régiment d'infanterie d'Auckland              | 3 février 1878    | Blessé à la bataille de Passchendaele.                              | Décoré de la Croix militaire. Futur Premier ministre.                                      |
| John Bird Hine         |     | Député de Stratford depuis novembre 1908                               |       | Parti pour la réforme      | Capitaine, New Zealand Mounted Rifles Brigade            | 21 novembre 1868  | Grièvement blessé en Palestine en novembre 1917.                    |                                                                                            |
| Tom Seddon             |     | Député de Westland depuis juillet 1906                                 |       | Parti libéral              | Capitaine, bataillon d'infanterie de Wellington          | 2 juillet 1884    | -                                                                   | Fils de l'ancien Premier ministre Richard Seddon.                                          |
| William Downie Stewart |     | Député de Dunedin-ouest depuis décembre 1914                           |       | Parti pour la réforme      | Second lieutenant, régiment d'infanterie de l'Otago (en) | 29 juillet 1878   | Handicapé à la suite d'attaques de polyarthrite rhumatoïde en 1916. | Futur ministre des Finances.                                                               |

Seconde Guerre mondiale
| Nom                   | Nom | Parlementaire (dates)                                                           | Parti | Parti                                      | Régiment                                                               | Date de naissance | Décès ou blessure                                                            | Remarques |
| --------------------- | --- | ------------------------------------------------------------------------------- | ----- | ------------------------------------------ | ---------------------------------------------------------------------- | ----------------- | ---------------------------------------------------------------------------- | --- |
| John Manchester Allen |     | Député de Hauraki depuis octobre 1938                                           |       | Parti national                             | Lieutenant-colonel, 21e bataillon d'infanterie                         | 3 août 1901       | Tué au combat en Libye le 28 novembre 1941, à l'âge de 40 ans.               | |
| Joe Cotterill         |     | Député de Wanganui depuis novembre 1935                                         |       | Parti travailliste                         | New Zealand Army                                                       | 26 septembre 1905 | -                                                                            | |
| Arthur Grigg          |     | Député de Mid-Canterbury depuis octobre 1938                                    |       | Parti national                             | Major, New Zealand Army                                                | 1896              | Tué au combat en Libye le 29 novembre 1941, à l'âge de 45 ans.               | Vétéran de la Première Guerre mondiale. Décoré à titre posthume de la Croix militaire.                            |
| James Hargest         |     | Député d'Invercargill (1931-1935) puis d'Awarua depuis novembre 1935            |       | Parti national                             | Brigadier, 5e brigade d'infanterie, 2e division de Nouvelle-Zélande    | 4 septembre 1891  | Tué à la guerre en Normandie 12 août 1944, à l'âge de 52 ans.                | Vétéran de la Première Guerre mondiale. Décoré de l'ordre du Service distingué et de la Croix militaire.          |
| Gordon Hultquist      |     | Député de la baie de l'Abondance depuis novembre 1935                           |       | Parti travailliste                         | Lieutenant, Signals Corps                                              | 22 janvier 1904   | Mort en Égypte de la grippe le 1er novembre 1941, à l'âge de 37 ans.         | |
| Jack Lyon             |     | Député de Waitemata depuis novembre 1935                                        |       | Parti travailliste                         | Capitaine, 18e bataillon d'infanterie, 2e division de Nouvelle-Zélande | 15 février 1898   | Tué au combat durant la bataille de Crète le 26 mai 1941, à l'âge de 43 ans. | |
| Terry McCombs (en)    |     | Député de Lyttelton depuis juillet 1935                                         |       | Parti travailliste                         | Home Guard (en)                                                        | 5 septembre 1905  | -                                                                            | Futur ministre de l'Éducation.                                                                                    |
| Tom Macdonald         |     | Député de Mataura depuis octobre 1938                                           |       | Parti national                             | Capitaine, infanterie                                                  | 14 décembre 1898  | -                                                                            | Vétéran de la Première Guerre mondiale.                                                                           |
| Robert Macfarlane     |     | Député de Christchurch-sud depuis juin 1939                                     |       | Parti travailliste                         | Sergent, Army Service Corps, 2e division de Nouvelle-Zélande           | 17 mai 1900       | Rapatrié en raison de maladie contractée au Moyen-Orient.                    | |
| Ted Meachen (en)      |     | Député de Wairau de 1935 à 1938, et de Marlborough depuis octobre 1938          |       | Parti travailliste                         | Sergent, Corps of Royal New Zealand Engineers (en)                     | 11 novembre 1895  | Blessé à deux reprises.                                                      | |
| Jerry Skinner         |     | Député de Motueka depuis octobre 1938                                           |       | Parti travailliste                         | Major, New Zealand Army                                                | 19 janvier 1900   | Blessé en novembre 1942.                                                     | Décoré de la Croix militaire pour bravoure durant la première bataille d'El Alamein. Futur vice-Premier ministre. |
| Alexander Moncur (en) |     | Député de Rotorua depuis novembre 1935                                          |       | Parti travailliste                         | Royal New Zealand Air Force                                            | 8 mars 1888       | -                                                                            | |
| Clyde Carr (en)       |     | Député de Timaru depuis novembre 1928                                           |       | Parti travailliste                         | Home Guard                                                             | 14 janvier 1886   | -                                                                            | |
| Fred Waite            |     | Député de Clutha de 1925 à 1935 ; membre du Conseil législatif depuis juin 1934 |       | Parti pour la réforme, puis Parti national | Lieutenant-colonel, National Patriotic Fund Board                      | 21 août 1885      | -                                                                            | Vétéran de la Première Guerre mondiale.                                                                           |